# 美式懸罪 (第一季)
《美式懸罪》第一季（American Crime Season 1）是一部由約翰·里德利開創，於2015年3月5日在ABC開播的詩選犯罪電視劇。第一季播至2015年5月14日，全季共11集。
2015年5月7日，ABC宣布續訂第2季。

## 故事
故事背景發生在加州莫德斯托，講述一對夫婦遭人入室行凶後，由此引出的社會問題在當地引發強烈反響，而事件真相也不如表面單純。在進行法律程序的同時，種族、階級與性別政治都將影響著所有參與者，甚至可能改變他們的一生。

## 製作

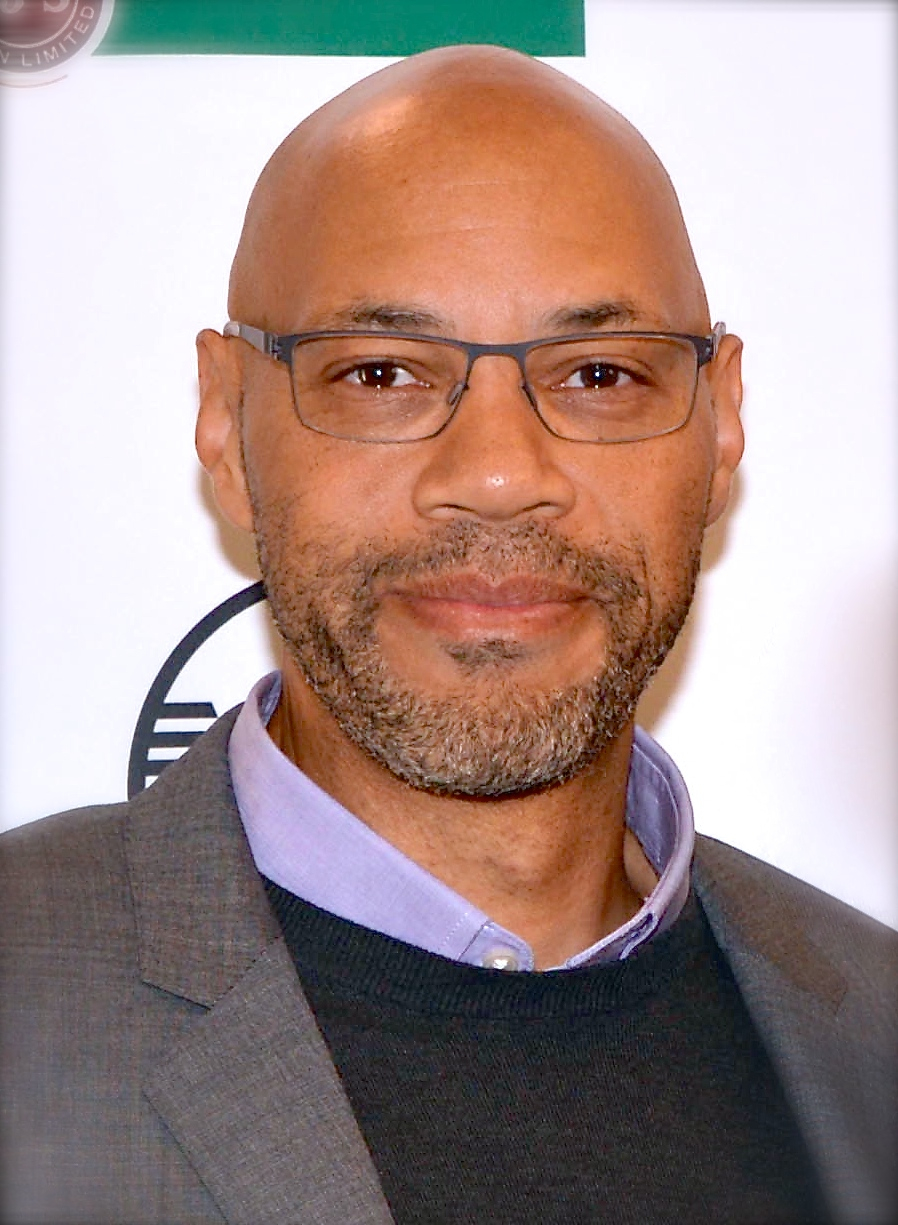
奧斯卡得主約翰·里德利身兼開創與執行製作人

### 開發

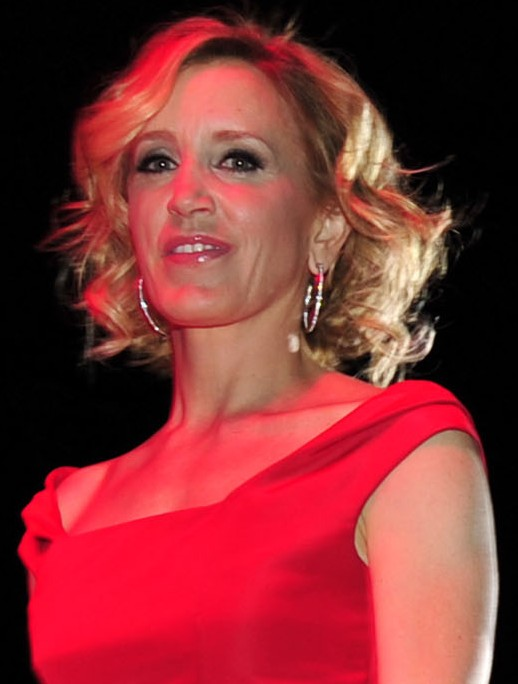
黃金時段艾美獎得主費莉希蒂·霍夫曼飾演芭兒·漢倫

2013年10月24日，ABC宣布開發由電影《自由之心》編劇約翰·里德利開創的犯罪電視劇《美式懸罪》試播集，並由里德利和邁克爾·麥當勞（Michael McDonald）共同擔任執行製作。故事將集中於種族謀殺與隨之而來的審判過程，並透過受害者與受害者家屬來檢視整個社會。
2014年1月14日，ABC正式宣布預訂試播集，並與里德利簽署合約。1月21日，宣布里德利除了撰寫劇本外，亦將執導試播集。5月8日，ABC正式宣布預訂本系列作為2014年－2015年電視季度新劇。

### 選角

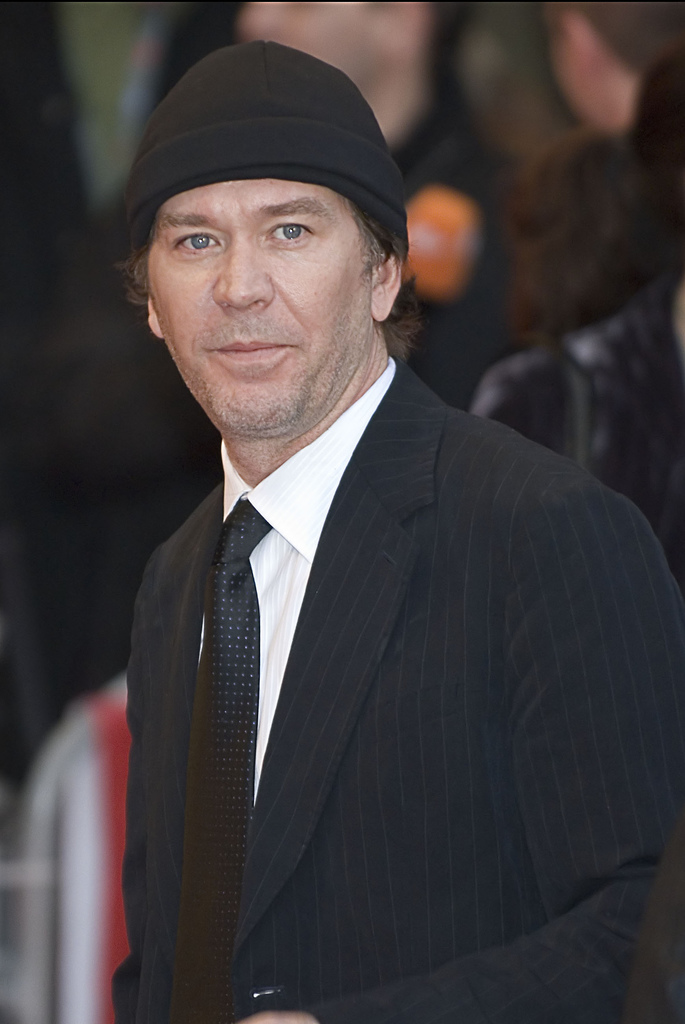
奧斯卡得主提摩西·赫頓飾演羅斯·斯寇奇

2014年2月14日，艾爾維斯·諾拉斯可與凱特琳·傑拉德為首波加入演出陣容的演員，並將飾演一對不同種族的毒癮情侶。2月21日，宣布理查·卡布萊與強尼·奧提茲加入劇組。卡布萊將飾演一名涉及攻擊並謀殺一對年輕夫婦的騙子兼毒販赫克特·唐茲，而奧提茲則將飾演對父親的規定感到厭惡亦渴望獨立的東尼·古提瑞茲。3月3日，宣布《光頭神探》貝尼托·馬丁尼茲與《死木》W·厄爾·布朗將加入劇組出演試播集。馬丁尼茲將飾演一名努力工作的喪偶中產階級父親阿朗左·古提瑞茲，布朗則將飾演受害者的父親湯姆。3月5日，宣布《偷天任務》提摩西·赫頓將飾演一名痛失兒子的父親。稍晚，宣布潘妮洛普·安·蜜勒將飾演倖存的被害者妻子伊芙。3月7日，宣布《慾望師奶》費莉希蒂·霍夫曼將與赫頓共同擔任主角，並飾演羅斯（赫頓飾演）的前妻兼被害者母親芭兒·斯寇奇。
2014年7月22日，宣布《南國警察》蕾吉娜·金恩將至少演出7集，並飾演謀殺嫌疑犯有著虔誠宗教信仰的姐姐。8月8日，宣布《海盜王國》大衛·霍福林與《救命下課鈴誕生記》朱利安·沃克斯加入劇組。霍福林將飾演支持父母羅斯與芭兒處理哥哥後事的馬克·斯寇奇，沃克斯則飾演在少年觀護所成為東尼的朋友兼保護者的青年艾德加。

### 拍攝
試播集與其他集數皆於德州奧斯汀拍攝，而故事背景則是設定在加州莫德斯托中央谷地。

## 卡司

### 主要人物
| 演員              | 角色               | 介紹                                                                           | 登場 集數 |
| 費莉希蒂·霍夫曼   | 芭芭拉·“芭兒”·漢倫 | 羅斯的前妻，獨自一人將馬特與馬克扶養長大，面對馬特的死，她誓要替兒子伸張正義。 | 11        |
| 提摩西·赫頓       | 羅斯·斯寇奇        | 芭兒的前夫，曾因賭癮而讓家庭破碎，與馬特的關係良好。                           | 11        |
| W·厄爾·布朗       | 湯瑪斯·“湯姆”·卡林 | 關的父親。                                                                     | 10        |
| 理查·卡布萊       | 赫克特·唐茲        | 效力幫派的混混。                                                               | 11        |
| 凱特琳·傑拉德     | 奧布蕊·泰勒        | 卡特的女友，是個毒癮者。                                                       | 11        |
| 貝尼托·馬丁尼茲   | 阿朗左·古提瑞茲    | 修車廠老闆，合法西裔移民者，東尼與珍妮的父親。                                 | 11        |
| 潘妮洛普·安·蜜勒  | 伊芙·卡林          | 關的母親。                                                                     | 10        |
| 艾爾維斯·諾拉斯可 | 卡特·尼克斯        | 奧布蕊的男友，為了讓奧布蕊吸毒在所不惜。                                       | 10        |
| 強尼·奧提茲       | 安“東尼”·古提瑞茲  | 阿朗左的兒子，為了賺錢而將車子借給赫克特進而捲入入室搶劫殺人案。               | 11        |

### 常設人物
| 演員              | 角色              | 介紹                                                                                 | 登場 集數 |
| 蕾吉娜·金恩       | 阿莉亞·雪迪       | 本名：多琳·尼克斯（Doreen Nix），卡特的姊姊，是個虔誠的伊斯蘭教徒。                            | 9         |
| 大衛·霍福林       | 馬克·斯寇奇       | 芭兒與羅斯的小兒子，從軍隊退伍。                                                     | 7         |
| 朱利安·沃克斯     | 艾德加            | 東尼在觀護所結交的朋友。                                                             | 4         |
| 葛琳蒂莉絲·艾諾亞 | “珍妮”佛·古提瑞茲 | 東尼的姐姐，阿朗左的女兒。                                                           | 8         |
| 莉莉·泰勒         | 南西·史川伯格     | 曾經歷孩子遭受謀殺的母親，為領導芭兒的人物。                                         | 6         |
| 楊時賢            | 蕾雪兒            | 馬克的未婚妻兼長官。                                                                 | 4         |
| 布倫特·安德森     | 查克·帕爾默       | 警探。                                                                               | 7         |
| 鮑伯·赫斯         | 邁克爾·泰勒       | 奧布蕊的養父。                                                                       | 9         |
| 喬·南莫斯         | 瑞克·索德伯格     | 地方副檢察官。                                                                       | 9         |
| 綺拉·波佐         | “關”多琳·斯寇奇   | 全名：關多琳·伊麗莎白·斯寇奇（Gwendolyn Elizabeth Skokie），馬特的妻子，在入室搶劫後疑似遭受性侵，並陷入昏迷。 | 6         |
| 珍妮佛·沙維奇     | 露絲·泰勒         | 奧布蕊的養母。                                                                       | 6         |
| 格蘭特·梅瑞特     | 馬特·斯寇奇       | 芭兒與羅斯的大兒子，關的丈夫，於一場入室搶劫中喪命。                                 | 4         |
| 塔德·泰瑞         | 傑克森            | 赫克特的辯護律師。                                                                   | 7         |

## 集數
| 總集數 | 集數 （季） | 標題                    | 導演            | 編劇              | 首播日期      | 美國收視人數 （百萬） |
| ------ | ----------- | ----------------------- | --------------- | ----------------- | ------------- | --------------------- |
| 1      | 1           | 第一集 Episode One      | 約翰·里德利     | 約翰·里德利       | 2015年3月5日  | 8.37                  |
| 2      | 2           | 第二集 Episode Two      | 約翰·里德利     | 約翰·里德利       | 2015年3月12日 | 5.76                  |
| 3      | 3           | 第三集 Episode Three    | 葛蘿莉亞·穆茲歐 | 約翰·里德利       | 2015年3月19日 | 5.56                  |
| 4      | 4           | 第四集 Episode Four     | 喬舒亞·馬斯頓   | 黛安娜·孫         | 2015年3月26日 | 5.56                  |
| 5      | 5           | 第五集 Episode Five     | 哈妮兒·考佩珀   | 厄尼·潘戴許       | 2015年4月2日  | 4.69                  |
| 6      | 6           | 第六集 Episode Six      | 妮可·卡索       | 戴維·佩雷茲       | 2015年4月9日  | 4.40                  |
| 7      | 7           | 第七集 Episode Seven    | 山姆·米勒       | 史黛西·A·里托約翰 | 2015年4月16日 | 4.38                  |
| 8      | 8           | 第八集 Episode Eight    | 瑞秋·莫里森     | 茱莉·賀伯特       | 2015年4月23日 | 4.05                  |
| 9      | 9           | 第九集 Episode Nine     | 虞琳敏          | 凱斯·赫夫         | 2015年4月30日 | 3.63                  |
| 10     | 10          | 第十集 Episode Ten      | 米莉森·薛爾頓   | 蘇奈·霍夫曼       | 2015年5月7日  | 4.17                  |
| 11     | 11          | 第十一集 Episode Eleven | 約翰·里德利     | 約翰·里德利       | 2015年5月14日 | 4.21                  |

## 評價
《美國懸罪》於編劇、導演與演技皆獲得了評論家廣泛的讚賞，其中費莉希蒂·霍夫曼與蕾吉娜·金恩的演技獲得了最多讚揚。第1季於爛番茄整合的評論中，獲得了95%新鮮度、8.32/10分（42位評論家），該網站共識：「不同角色活生生的痛苦情感寫照，加入冷酷的敘事方式與大膽的態度使得《美國懸罪》成為必看電視劇。」於Metacritic整合的評論中，第1季獲得了85分（滿分100分；35位評論家），屬極佳的讚譽。〈Deadline.com〉的多明尼克·佩登（Dominic Patten）評論本劇：「11集的有限劇集標上了公共電視網的標誌，告訴了有線電視這種小螢幕電視劇並不只有他們擁有。」評論家艾德·巴克（Ed Bark）讚揚費莉希蒂·霍夫曼的演技，並期許她能獲得下屆黃金時段艾美獎。
評論家前十大電視節目排名
- No. 6　丹佛郵報
- No. 3　紐約郵報
- No. 4　蘇城報（英语：Sioux City Journal）
- No. 5　電視內幕
- No. 10　華盛頓郵報

## 收視
| 總集數 | 集數 | 標題         | 播出日期      | 收視／份額 （18–49歲） | 收視 （百萬） | DVR （18–49歲） | DVR收視 （百萬） | 加總 （18–49歲） | 總收視 （百萬） |
| ------ | ---- | ------------ | ------------- | ---------------------- | ------------- | --------------- | ---------------- | ---------------- | --------------- |
| 1      | 1    | 第一集（Episode One）   | 2015年3月5日  | 2.0/7                  | 8.37          | 0.9             | 3.19             | 2.9              | 11.56           |
| 2      | 2    | 第二集（Episode Two）   | 2015年3月12日 | 1.4/5                  | 5.76          | 0.8             | 2.52             | 2.2              | 8.28            |
| 3      | 3    | 第三集（Episode Three）   | 2015年3月19日 | 1.2/4                  | 5.56          | 0.6             | 2.14             | 1.8              | 7.70            |
| 4      | 4    | 第四集（Episode Four）   | 2015年3月26日 | 1.3/4                  | 5.56          | TBA             | TBA              | TBA              | TBA             |
| 5      | 5    | 第五集（Episode Five）   | 2015年4月2日  | 1.1/4                  | 4.69          | TBA             | TBA              | TBA              | TBA             |
| 6      | 6    | 第六集（Episode Six）   | 2015年4月9日  | 0.9/3                  | 4.40          | TBA             | TBA              | TBA              | TBA             |
| 7      | 7    | 第七集（Episode Seven）   | 2015年4月16日 | 1.1/4                  | 4.38          | 0.6             | TBA              | 1.6              | TBA             |
| 8      | 8    | 第八集（Episode Eight）   | 2015年4月23日 | 0.9/3                  | 4.05          | TBA             | TBA              | TBA              | TBA             |
| 9      | 9    | 第九集（Episode Nine）   | 2015年4月30日 | 0.9/3                  | 3.63          | TBA             | TBA              | TBA              | TBA             |
| 10     | 10   | 第十集（Episode Ten）   | 2015年5月7日  | 1.0/3                  | 4.17          | TBA             | TBA              | TBA              | TBA             |
| 11     | 11   | 第十一集（Episode Eleven） | 2015年5月14日 | 1.0/3                  | 4.21          | TBA             | TBA              | TBA              | TBA             |
| 平均   | 平均 | 平均         | 平均          | 1.2                    | 4.96          | 0.5             | 2.04             | 1.7              | 7.00            |

## 獎項

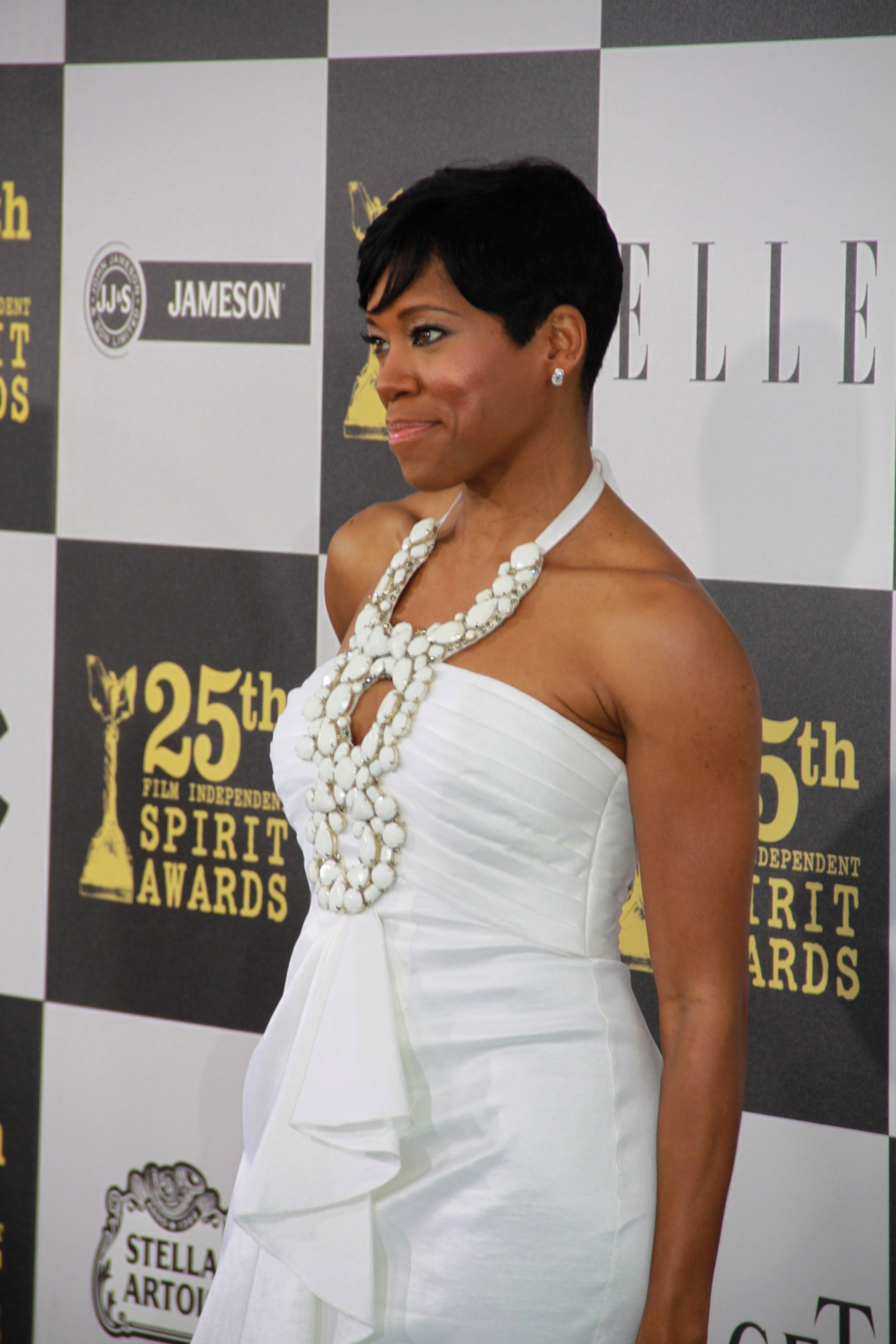
蕾吉娜·金恩榮獲第67屆黃金時段艾美獎最佳有限劇集及電視電影女配角獎

| 年度 | 大獎                   | 獎項                                       | 入圍者 | 結果 |
| ---- | ---------------------- | ------------------------------------------ | --- | ---- |
| 2015 | 評論家選擇電視獎       | 最佳有限劇集獎                             | 最佳有限劇集獎 | 提名 |
| 2015 | 評論家選擇電視獎       | 電視電影及有限劇集最佳女演員獎             | 費莉希蒂·霍夫曼 | 提名 |
| 2015 | 評論家選擇電視獎       | 電視電影及有限劇集最佳男配角獎             | 艾爾維斯·諾拉斯可 | 提名 |
| 2015 | Gold Derby電視獎       | 最佳電視電影／迷你劇獎                     | 最佳電視電影／迷你劇獎 | 提名 |
| 2015 | Gold Derby電視獎       | 最佳電視電影／迷你劇女演員獎               | 費莉希蒂·霍夫曼 | 提名 |
| 2015 | 在線電影與電視協會獎   | 最佳迷你劇獎                               | 最佳迷你劇獎 | 提名 |
| 2015 | 在線電影與電視協會獎   | 電視電影及迷你劇最佳男演員獎               | 提摩西·赫頓 | 提名 |
| 2015 | 在線電影與電視協會獎   | 電視電影及迷你劇最佳女演員獎               | 費莉希蒂·霍夫曼 | 提名 |
| 2015 | 在線電影與電視協會獎   | 電視電影及迷你劇最佳男配角獎               | 理查·卡布萊 | 提名 |
| 2015 | 在線電影與電視協會獎   | 電視電影及迷你劇最佳導演獎                 | 電視電影及迷你劇最佳導演獎 | 提名 |
| 2015 | 在線電影與電視協會獎   | 電視電影及迷你劇最佳編劇獎                 | 電視電影及迷你劇最佳編劇獎 | 提名 |
| 2015 | 在線電影與電視協會獎   | 影集類最佳攝影獎                           | 影集類最佳攝影獎 | 提名 |
| 2015 | 在線電影與電視協會獎   | 非系列型影集最佳音效獎                     | 非系列型影集最佳音效獎 | 提名 |
| 2015 | 黃金時段艾美獎         | 最佳有限劇集獎                             | 最佳有限劇集獎 | 提名 |
| 2015 | 黃金時段艾美獎         | 最佳有限劇集及電視電影男主角獎             | 提摩西·赫頓 | 提名 |
| 2015 | 黃金時段艾美獎         | 最佳有限劇集及電視電影女主角獎             | 費莉希蒂·霍夫曼 | 提名 |
| 2015 | 黃金時段艾美獎         | 最佳有限劇集及電視電影男配角獎             | 理查·卡布萊 | 提名 |
| 2015 | 黃金時段艾美獎         | 最佳有限劇集及電視電影女配角獎             | 蕾吉娜·金恩 | 獲獎 |
| 2015 | 黃金時段艾美獎         | 最佳有限劇集、電視電影及戲劇特輯編劇獎     | 約翰·里德利（集數：第一集） | 提名 |
| 2015 | 黃金時段艾美獎         | 最佳有限劇集、電視電影及戲劇特輯選角獎     | 金·柯爾曼、貝絲·賽普科·琳賽 | 提名 |
| 2015 | 黃金時段艾美獎         | 最佳有限劇集、電視電影及戲劇特輯單鏡剪輯獎 | 集數：第一集 | 提名 |
| 2015 | 黃金時段艾美獎         | 最佳有限劇集、電視電影及戲劇特輯音效剪輯獎 | 集數：第一集 | 提名 |
| 2015 | 黃金時段艾美獎         | 最佳有限劇集及電視電影音效混合獎           | 集數：第七集 | 提名 |
| 2015 | 形象獎                 | 最佳黃金時段節目獎－特輯及電視電影類       | 最佳黃金時段節目獎－特輯及電視電影類 | 獲獎 |
| 2016 | 衛星獎                 | 最佳劇情類影集獎                           | 最佳劇情類影集獎 | 提名 |
| 2016 | 衛星獎                 | 最佳劇情類影集男演員獎                     | 提摩西·赫頓 | 提名 |
| 2016 | 衛星獎                 | 最佳劇情類影集女演員獎                     | 費莉希蒂·霍夫曼 | 提名 |
| 2016 | 衛星獎                 | 最佳影集、迷你劇與電視電影男配角獎         | 艾爾維斯·諾拉斯可 | 提名 |
| 2016 | 衛星獎                 | 最佳影集、迷你劇與電視電影女配角獎         | 蕾吉娜·金恩 | 提名 |
| 2016 | 衛星獎                 | 最佳電視整體演出獎                         | 費莉希蒂·霍夫曼、提摩西·赫頓、W·厄爾·布朗、理查·卡布萊、蕾吉娜·金恩、凱特琳·傑拉德、貝尼托·馬丁尼茲、潘妮洛普·安·蜜勒、艾爾維斯·諾拉斯可、強尼·奧提茲 | 獲獎 |
| 2016 | 有色人種促進協會形象獎 | 最佳電視電影、迷你劇及戲劇特輯獎           | 最佳電視電影、迷你劇及戲劇特輯獎 | 提名 |
| 2016 | 有色人種促進協會形象獎 | 戲劇類影集最佳女配角獎                     | 蕾吉娜·金恩 | 獲獎 |
| 2016 | 有色人種促進協會形象獎 | 戲劇類影集最佳導演獎                       | 約翰·里德利（集數：第一集） | 獲獎 |
| 2016 | 有色人種促進協會形象獎 | 戲劇類影集最佳導演獎                       | 米莉森·薛爾頓（集數：第十集） | 提名 |
| 2016 | 有色人種促進協會形象獎 | 戲劇類影集最佳編劇獎                       | 約翰·里德利（集數：第一集） | 提名 |
| 2016 | 金球獎                 | 最佳電視有限劇集及電視電影獎               | 最佳電視有限劇集及電視電影獎 | 提名 |
| 2016 | 金球獎                 | 最佳電視有限劇集及電視電影女演員獎         | 費莉希蒂·霍夫曼 | 提名 |
| 2016 | 金球獎                 | 最佳電視影集、有限劇集及電視電影女配角獎   | 蕾吉娜·金恩 | 提名 |
| 2016 | 美國製片人協會獎       | 電視長片最佳製作人大衛·L·沃爾泊獎          | 約翰·里德利、邁克爾·J·麥當勞、茱莉·賀伯特、史黛西·A·里托約翰、黛安娜·孫、凱斯·赫夫、蘿莉-艾妲·塔布                                                    | 提名 |
| 2016 | 黑膠卷獎               | 最佳電視電影或有限劇集獎                   | 最佳電視電影或有限劇集獎 | 提名 |
| 2016 | 黑膠卷獎               | 電視電影或有限劇集類最佳女配角獎           | 蕾吉娜·金恩 | 獲獎 |
| 2016 | 黑膠卷獎               | 電視電影或有限劇集類最佳導演獎             | 約翰·里德利（集數：第一集） | 提名 |
| 2016 | 黑膠卷獎               | 電視電影或有限劇集類最佳劇本獎             | 約翰·里德利（集數：第一集） | 獲獎 |
| 2016 | 黑膠卷獎               | 電視電影或有限劇集類最佳劇本獎             | 史黛西·A·里托約翰（集數：第七集） | 提名 |
| 2016 | 女性形象網路獎         | 最佳電視電影及迷你劇集獎                   | 最佳電視電影及迷你劇集獎 | 提名 |
| 2016 | 女性形象網路獎         | 電視電影及迷你劇集最佳女演員獎             | 費莉希蒂·霍夫曼 | 獲獎 |
| 2016 | 影音協會獎             | 最佳電視電影及迷你劇音效混合成就獎         | 班·勞瑞、瑞克·諾曼、萊恩·戴維斯（集數：「第一集」）                                                                                                   | 提名 |

## 海外播出
FOX Crime在2015年4月9日起，逢星期四晚間9點10分於亞洲區首播。

## 外部連結
- 官方网站（英文）
- 《《美式懸罪》》各集列表 来自互联网电影数据库